# Пирджамал
Пирджамал (азерб. Pircamal) — село в Нахчыванлинском сельском административно-территориальном округе Ходжалинского района Азербайджана.

## География
Сёла Нахчыванлы, Агбулаг, Аранзамин, Дахраз, Пирджамал входят в состав Нахчыванлинского сельского административно-территориального округа Ходжалинского района при этом село Нахчыванлы является центром этого сельского административно-территориального округа. Расположено в предгорной местности, на высоте 778 м.

## История
В советский период на 1933 год в составе Автономной Области Нагорного Карабаха, входившей в свою очередь в состав АССР (Азербайджанской ССР), указан Нахчиваникский сельсовет, в составе которого указано два населённых места: Нахчиваник и Пирджемал. Сама Автономная область Нагорного Карабаха (АОНК) была образована 7 июля 1923 года, а в 1936 году была переименована в Нагорно-Карабахскую автономную область (НКАО). На 1 января 1977 года село входило в состав Нахичеваникского (ныне село Нахчыванлы) сельсовета Степанакертского района Нагорно-Карабахской автономной области (НКАО) Азербайджанской ССР. Указом Президиума Верховного Совета Азербайджанской ССР от 15 мая 1978 года было постановлено утвердить решение исполнительного комитета областного Совета народных депутатов Нагорно-Карабахской автономной области о переносе центра Степанакертского района из города Степанакерт (ныне Ханкенди) в рабочий посёлок Аскеран и переименовании Степанакертского района в Аскеранский район. В результате это село оказалось в составе Аскеранского района НКАО Азербайджанской ССР.
2 сентября 1991 года на совместной сессии Нагорно-Карабахского областного и Шаумяновского районного Советов народных депутатов была принята Декларация о провозглашении Нагорно-Карабахской Республики в границах Нагорно-Карабахской автономной области (НКАО) и сопредельного Шаумяновского района Азербайджанской ССР.
26 ноября 1991 года Верховный Совет Азербайджанский Республики принял закон «Об упразднении Нагорно-Карабахской автономной области Азербайджанской Республики». В этом законе было постановлено помимо упразднения Нагорно-Карабахской Автономной Области (НКАО), в том числе также и упразднение Аскеранского района, образование Ходжалинского района с центром в городе Ходжалы и передача территории упразднённого Аскеранского района в состав Ходжалинского района. Решением Милли Меджлиса Азербайджанской Республики от 29 декабря 1992 года № 428 село Нахчываник Ходжалинского района было переименовано в Нахчыванлы. В настоящее время село Пирджамал входит в состав Нахчыванлинского сельского административно-территориального округа Ходжалинского района Азербайджана.
В июне 1992 года, в ходе Первой карабахской войны, село перешло под контроль непризнанной Нагорно-Карабахской Республики (НКР), где носило название Вардадзор (арм. Վարդաձոր).
Согласно Трёхстороннему Заявлению в ночь с 9 по 10 ноября 2020 года, подписанному по итогам Второй Карабахской войны, село перешло под контроль Российских миротворческих сил. 15 ноября 2020 в селе был размещён наблюдательный пост миротворческого контингента вооружённых сил Российской Федерации.
В результате боевых действий в сентябре 2023 года Азербайджан восстановил свой контроль над селом.

## Население
В «Описании Карабагской провинции, составленном в 1823 году» Пирджамал числится как азербайджанская (в источнике — «татарская») деревня с населением в 44 дыма.
Согласно Кавказскому календарю на 1910 год, население села к 1908 год составляло 1 128 человек, в основном армян. В 1911 году — 1 059 человек, армяне; по данным Кавказского календаря на 1915 год население села так же преимущественно армянское.
В 1921 году население села составляло 696 человек, все армяне, в 2005 году — 223 человека.
По состоянию на 1 января 1933 года в селе проживало 780 человека (175 хозяйств), все — армяне.